# Акимов, Виктор Иванович
Ви́ктор Ива́нович Аки́мов (1 октября 1922 — 30 ноября 1991) — советский офицер, участник Великой Отечественной войны (в годы войны командир танка 83-го танкового полка 67-й механизированной бригады 8-го механизированного корпуса 5-й гвардейской танковой армии 2-го Украинского фронта, младший лейтенант), Герой Советского Союза (1944), подполковник.

## Биография
Родился 1 октября 1922 года на станции Чуприяновка ныне Калининского района Тверской области в семье рабочего. Русский. Член ВКП(б)/КПСС с 1944 года. После окончания семилетней школы работал шофёром в Леспромстрое в городе Калинин.
В Красной Армии с 1940 года. Участник Великой Отечественной войны с июня 1941 года. Участник боев под Москвой, сражался на Калининском и 2-м Украинском фронтах. В 1943 году окончил Полтавское танковое училище.
10 января 1944 года командир танка 83-го танкового полка (67-я механизированная бригада, 8-й механизированный корпус, 5-я гвардейская танковая армия, 2-й Украинский фронт) кандидат в члены ВКП(б) младший лейтенант Виктор Акимов, действуя в глубоком тылу противника, атаковал немецкие аэродром и вокзал на станции Виска (ныне город Малая Виска Кировоградской области Украины).
В боях его экипаж вывел из строя несколько вражеских автомашин, уничтожил три зенитных пушки и двенадцать самолётов, много живой силы противника. Был ранен, но оставался в строю, пока не выполнил боевой задачи.
Указом Президиума Верховного Совета СССР от 10 марта 1944 года «за образцовое выполнение боевых заданий командования на фронте борьбы с немецко-фашистскими захватчиками и проявленные при этом мужество и героизм», младшему лейтенанту Виктору Ивановичу Акимову присвоено звание Героя Советского Союза с вручением ордена Ленина и медали «Золотая Звезда» (№ 3384).
После войны отважный танкист продолжал службу в рядах Советской Армии. Был командиром роты в танковом училище, заместителем райвоенкома. С 1969 года подполковник В. И. Акимов — в отставке. Жил в городе-герое Волгоград. Умер 30 ноября 1991 года.

## Награды
- Медаль «Золотая Звезда» Героя Советского Союза
- Орден Ленина
- Два ордена Отечественной войны I степени
- Два ордена Красной Звезды
- Медали

## Память
- Похоронен в Волгограде, на кладбище Дзержинского района.